# (13788) Dansolander
(13788) Dansolander (1998 UY26) – planetoida z grupy pasa głównego asteroid okrążająca Słońce w ciągu 4,49 lat w średniej odległości 2,72 j.a. Odkryta 18 października 1998 roku.